# Флют, Себастьен
Себастьен Флют (фр. Sébastien Flute; 25 марта 1972, Брест, Финистер) — французский спортсмен, стрелок из лука, олимпийский чемпион 1992 года. Единственный француз, выигравший олимпийское золото в стрельбе из лука после возвращения этого вида спорта в олимпийскую программу в 1972 году.

## Карьера
Себастьен Флют начал заниматься стрельбой из лука в 11-летнем возрасте в родном Бресте. В 1988 году впервые попал в состав молодёжной сборной Франции.
В 1991 году француз стал чемпионом мира в помещении, выиграв первенство в Оулу. Год спустя он стал и чемпионом Европы, выиграв соревнования на Мальте.
На Олимпиаде в Барселоне Флют в круговом раунде занял 14-е место. В первом и втором кругах он последовательно выбил из борьбы двух корейских спортсменов. В третьем круге француз был сильнее финна Яри Липпонена (109-103). В полуфинале он одолел норвежца Грова, а в финале со счётом 110-107 победил Чон Джэ Хона из Республики Корея и стал олимпийским чемпионом. В командном турнире французы стали четвёртыми, уступив в бронзовом матче два очка британцам.
Через год после Игр Флют стал чемпионом мира в команде. На Олимпиаде 1996 года француз выступил неудачно. Уже в первом раунде он проиграл два очка Грову, которого он победил в полуфинале прошлых Игр, и выбыл из соревнований.
На Олимпиаде в Сиднее Флют стал восьмым, а сборная Франции не смогла пробиться даже в десятку, заняв 11-е место.
После Олимпиады француз завершил карьеру и начал работать в собственной корпорации «Sf-archery», которая занимается производством оборудования для стрельбы из лука.
В 2009 году Флют возобновил спортивную карьеру и пытался пробиться в состав сборной на Игры в Лондоне, но после того, как его не включили в сборную, вновь объявил о завершении карьеры.

## Выступления на Олимпийских играх
| Игры           | Личное первенство | Командное первенство |
| -------------- | ----------------- | -------------------- |
| Барселона-1992 | 1                 | 4                    |
| Атланта-1996   | 39                | 9                    |
| Сидней-2000    | 8                 | 11                   |